# Johannes Stelzenberger
Johannes Stelzenberger (* 12. August 1898 in Münchnerau; † 19. März 1972 in Stockdorf) war ein deutscher katholischer Theologe.

## Leben
Nach der Priesterweihe 1923, der Promotion 1927 in München und der Habilitation 1930 in Würzburg wurde er 1937 ordentlicher Professor für Moraltheologie an der Universität Breslau. Im Zweiten Weltkrieg war er Kriegspfarrer und geriet am Endes des Krieges in russische Kriegsgefangenschaft, aus der er erst 1949 zurückkehrte. Ab 1950 lehrte er als Professor für Moraltheologie an der Universität Tübingen.
Seit dem Wintersemester 1920/21 war er Mitglied der katholischen Studentenverbindung KBStV Rhaetia München.

## Kriegspfarrer im Zweiten Weltkrieg
Im Zweiten Weltkrieg wurde Stelzenberger Zeuge des Holocaust und des Massensterbens sowjetischer Kriegsgefangener. In seinem unveröffentlichten Tagebuch, das die Historikerin Dagmar Pöpping ausgewertet hat, notierte er unter anderem:
„Hier wurden jeden Tag Tausende von Juden erschossen. Von 40.000 Juden aus Wilna sollen nur noch 6000 am Leben bleiben! Wie furchtbar ist das? Man schämt sich für solches Tun deutscher Menschen. Das Essen will nicht mehr schmecken. Die Juden werden jeweils im Ghetto abgeholt: Männer, Frauen und Kinder. Sie werden von litauischer Miliz unter deutscher Polizeiaufsicht rausgeführt, müssen sich die Gräber schaufeln, werden wütend geschlagen und dann erschossen. Die nächste Reihe muss erst die Toten in die Löcher legen und zuschaufeln, dann werden sie selbst umgebracht! Blut, Blut!“ (27. Oktober 1941).
Über das Schicksal der sowjetischen Kriegsgefangenen schrieb er:
„Welche Schicksale spielen sich aber mit den vielen Tausenden von Gefangenen ab: Sie fallen erschöpft auf der Strasse um. Man hört das Schreien und Schiessen. Und wenn einer auf der Strasse liegt, dann raufen sich die Umstehenden um seine Schuhe und Kleider! Der Mensch wird zum Tier. Auf der Autobahn werden 30.000 Gefangene vorbei geführt. Es ist ein Zug des Elends. Viele können nicht mehr marschieren. Sie behaupten, seit 6 Tagen nichts mehr gegessen zu haben. Sie schreien. Wer die Reihe verlässt, wird erschossen. Durch die Nacht klingt das unheimliche Marschieren, Jammern und Schiessen. Es ist eine Nacht des Grauens.“ (19. Oktober 1941).

## Schriften (Auswahl)
- Die Mystik des Johannes Gerson (= Breslauer Studien zur historischen Theologie, Bd. 10). Müller & Seifert, Breslau 1928 (= Dissertation Universität München).
- Anton Joseph Roßhirt. Eine Studie zur Moraltheologie der Aufklärungszeit. Müller & Seifert, Breslau 1937.
- Conscientia bei Augustinus. Studie zur Geschichte der Moraltheologie. Schöningh, Paderborn 1959.

- Das Gewissen. Besinnliches zur Klarstellung eines Begriffes. Paderborn 1961, OCLC 782168572.
- Syneidesis im Neuen Testament (= Abhandlungen zur Moraltheologie, Bd. 1). Schöningh, Paderborn 1961.
- Syneidesis bei Origenes. Studie zur Geschichte der Moraltheologie. Paderborn 1963, OCLC 644167556.
- Syneidesis, conscientia, Gewissen. Studie zum Bedeutungswandel eines moraltheologischen Begriffes (= Abhandlungen zur Moraltheologie, Bd. 5). Schöningh, Paderborn 1963.
- Lehrbuch der Moraltheologie. Die Sittlichkeitslehre der Königsherrschaft Gottes. Paderborn 1965, OCLC 73719148.
- Die Beziehungen der frühchristlichen Sittenlehre zur Ethik der Stoa. Eine moralgeschichtliche Studie. Hildesheim 1989, ISBN 3-487-09148-8.